# Sergio (film 2020)
Sergio è un film del 2020 diretto da Greg Barker.
Il film racconta la vita del diplomatico brasiliano Sérgio Vieira de Mello, interpretato da Wagner Moura, morto nel 2003 in un attentato a Baghdad, dove era in servizio come rappresentante speciale delle Nazioni Unite per l'Iraq.
Barker aveva già raccontato la storia di Sérgio Vieira de Mello nel documentario Sergio del 2009.

## Trama
Il film racconta la vita sentimentale, familiare ma soprattutto professionale del diplomatico brasiliano e alto ufficiale dell'ONU Sérgio Vieira de Mello, dall'invio presso Timor Est per ricomporre la crisi con l'Indonesia al successivo invio in Iraq, dove a Baghdad, a causa di un attentato, perse la vita a 55 anni.

## Distribuzione
È stato presentato in anteprima mondiale al Sundance Film Festival il 28 gennaio 2020. La pellicola è stata distribuita il 17 aprile 2020 sulla piattaforma Netflix.
Il trailer del film è stato diffuso il 16 gennaio 2020.